# Pseudogyrtona ochreopuncta
Pseudogyrtona ochreopuncta är en fjärilsart som beskrevs av Alfred Ernest Wileman och South 1916. Pseudogyrtona ochreopuncta ingår i släktet Pseudogyrtona och familjen nattflyn. Inga underarter finns listade.